# Alfons W. Gentner Verlag
Der Alfons W. Gentner Verlag ist ein Verlag für Fachmedien mit Sitz in Stuttgart. Schwerpunkte der Verlagstätigkeit sind Fachmedien zu den Themen Sanitär- und Heizungstechnik, Kälte- und Klimatechnik, Fenster, Glas, Fassade, Elektro- und Sicherheitstechnik sowie im Bereich Medizin die Arbeits- und Begutachtungsmedizin. 
Der Verlag ist Mitglied im Börsenverein des Deutschen Buchhandels.

## Geschichte
Der Gentner Verlag wurde 1927 als familiengeführter Fachverlag für Technik und Medizin gegründet. Alfons Gentner sen. machte sich als Buchbinder selbstständig und legte damit den Grundstein für das Verlagsunternehmen. 1946 erhielt der Sohn Alfons W. Gentner von den Alliierten eine Verlagslizenz. Noch im selben Jahr erschien erstmals die „Schwäbische Illustrierte“ und somit die erste Illustrierte im süddeutschen Raum. Ab 1959 konzentrierte sich das Unternehmen auf Fachzeitschriften. Seit einigen Jahren publiziert der Verlag auch in digitalen Medien. So gibt es zu fast allen Fachzeitschriften eine Website sowie reine Online-Fachportale.

## Fachzeitschriften
- Ärzteblatt Baden-Württemberg
- ASU Arbeitsmedizin, Sozialmedizin, Umweltmedizin
- Baumetall
- DIE KÄLTE + Klimatechnik
- Gebäude-Energieberater
- GLASWELT
- Haus & Grund Württemberg
- haustec.de
- K&L Magazin
- MedSach, Der medizinische Sachverständige
- Photovoltaik
- PV Europe
- SBZ monteur
- SBZ Sanitär, Heizung, Klima
- TGA Fachplaner

## Geschäftsführung
- Armin Gross (Geschäftsführer/COO)
- Robert Reisch (Geschäftsführer Digital & IT/CDO)